# Eucera cassandra
Eucera cassandra är en biart som beskrevs av Nurse 1904. Eucera cassandra ingår i släktet långhornsbin, och familjen långtungebin. Inga underarter finns listade i Catalogue of Life.